# 東京警察管区
東京警察管区（とうきょうけいさつかんく）は、国家地方警察本部の地方機関で、東京都、神奈川県、埼玉県、千葉県、茨城県、栃木県、群馬県、静岡県、山梨県、長野県、新潟県の国家地方警察を管轄する。所在地は東京都。
旧警察法（昭和22年12月17日法律第196号）施行により発足。1954年（昭和29年）の新警察法の公布により廃止され、警察庁傘下の関東管区警察局の母体となった。なお、新警察法においては警視庁組織下の東京都内の警察組織は管区警察局の指導・監察下に置かれないことになった。

## 組織
1948年（昭和23年）時点
- 総務部
- 警務部
- 刑事部
- 警備部
- 管区警察学校

## 歴代警察管区本部長
1. 久山秀雄（警視長）
2. 石井栄三（警視長）
3. 瓜生順良（警視長）
4. 山川滋（警視監）